# Frederic Christian, Elector de Saxonia
Frederic Cristian,  Elector de Saxonia (5 septembrie 1722, Dresda – 17 decembrie 1763, Dresda) a fost, pentru mai puțin de trei luni, din 5 octombrie 1763 până la moartea sa, prinț-elector de Saxonia. A fost membru al Casei de Wettin.

## Primii ani

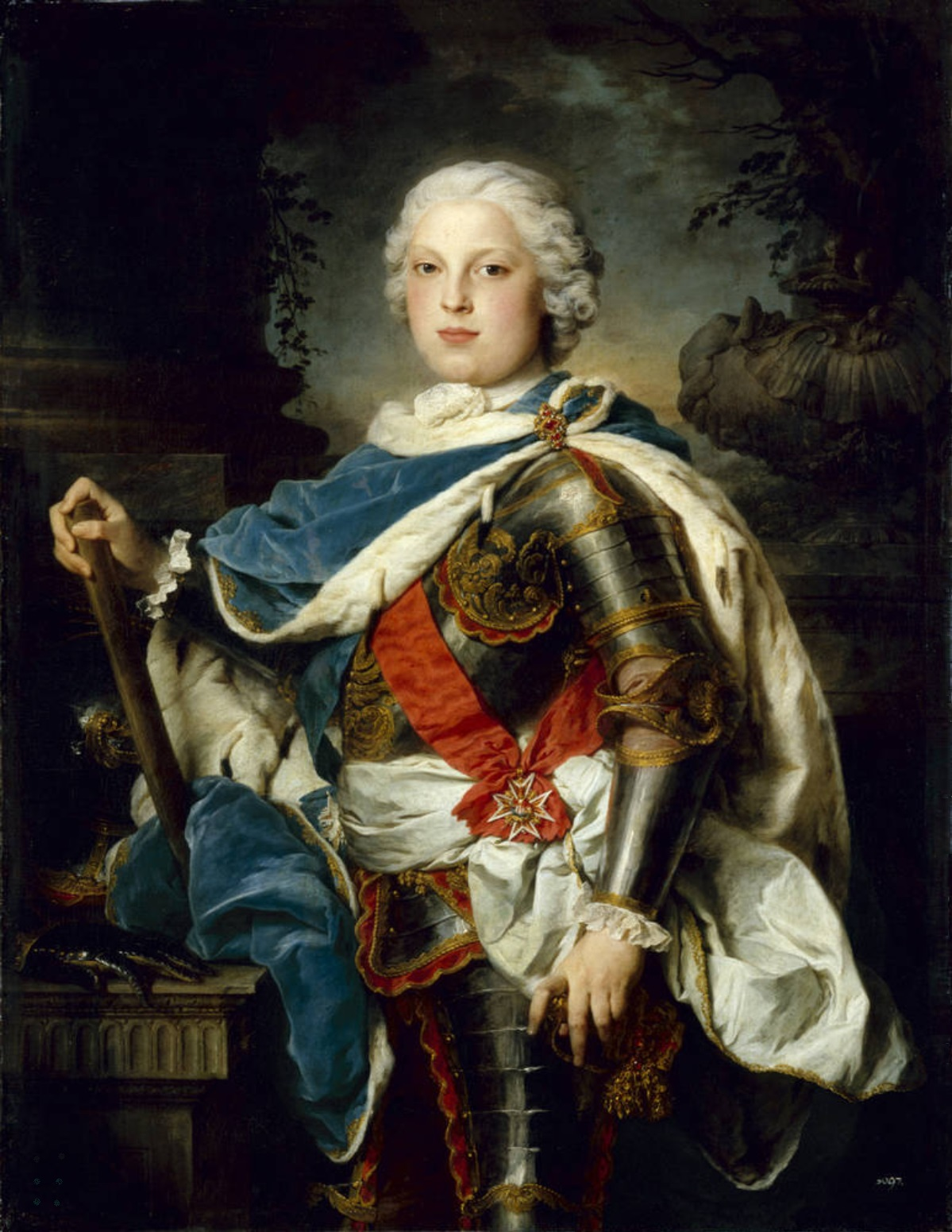
Portret al lui Frederic Cristian de Saxonia, de Pierre Subleyras, 1739.

A fost al treilea fiu însă cel mai mare fiu în viață al prințului-elector de Saxonia și rege al Poloniei Frederic Augustus al II-lea și a soției lui, Maria Josepha de Austria. Copil slab de la naștere, el a suferit de paralizie la un picior și a fost dependent de scaunul cu rotile de la o vârstă fragedă. Într-un portret bine cunoscut, care înfățișează rudele sale Wettin și Wittelsbach, el apare în scaunul cu rotile înconjurat de rude. Astăzi, această pictură este prezentă la Palatul Nymphenburg. Mama lui a încercat în mod repetat să-l determine să ia calea monahală și să renunțe la drepturile sale de succesiune în favoarea fraților săi mai mici.
Decesul timpuriu al fraților săi mai mari, Frederic Augustus (1721) și Joseph Augustus (1728) l-au transformat în moștenitor al tronului. Când tatăl său a murit, la 5 octombrie 1763, Frederic Cristian i-a succedat ca elector. 
Frederic Cristian a scris în jurnalul său: "Prinții există pentru supuși nu supușii pentru prinți. Sănătatea supușilor săi, încrederea oamenilor și o armată puternică alcătuiesc adevărata fericire a unui prinț". Era cunoscut pentru considerabilul său talent muzical.

## Elector
Una dintre primele sale acțiuni ca Elector a fost demiterea prim-ministrului extrem de nepopular, contele Heinrich von Brühl, care a dus Saxonia în criză, în primul rând cu politica sa economică falimentară, dar în special prin politica sa externă catastrofală, care a implicat Electoratul în Războiul de Șapte Ani.
El a început să reconstituie finanțele țării sale prin intermediul "Rétablissements": reformele din politicile statelor electoratului. Prin reconstrucția economică, el a dat o nouă viață teritoriului devastat și jefuit pe care predecesorii săi i l-au lăsat. De asemenea, au fost introduse măsuri pentru a micșora cheltuielile de judecată și pentru a simplifica administrarea, în conformitate cu principiile economiei. Majoritatea membrilor guvernului său, cum ar fi Thomas von Fritsch din Leipzig, Friedrich Ludwig Wurmb și Christian Gotthelf Gutschmied au avut originea în rândul clasei de mijloc.
După o domnie de numai 74 de zile, Frederic Cristian a murit de variolă la vârsta de 41 de ani. A fost înmormântat la Dresda. 
Pentru că fiul cel mare a lui Frederic Cristian era minor, soția sa, Maria Antonia, și fratele său Franz Xavier au asigurat regența electoratului până la majoratul fiului.

## Familie
La 13 iunie 1747, la München (prin procură) și din nou la Dresda la 20 iunie, Frederic Cristian s-a căsătorit cu Maria Antonia de Bavaria. Ca și el, ea avea un excepțional talent la muzică. Au avut nouă copii:
1. un fiu (iunie 1748)
2. Frederic Augustus I de Saxonia (23 decembrie 1750 – 5 mai 1827); s-a căsătorit cu Amalie de Zweibrücken-Birkenfeld, au avut copii
3. Karl Maximilian Maria Anton Johann Nepomuk Aloys Franz Xavier Januar (24 septembrie 1752 – d. 8 septembrie 1781); a murit celibatar
4. Joseph Maria Ludwig Johann Nepomuck Aloys Gonzaga Franz Xavier Januar Anton de Padua Polycarp (26 ianuarie 1754 – 25 martie 1763); a murit în copilărie
5. Anton al Saxoniei (27 decembrie 1755 – 6 iunie 1836); s-a căsătorit cu Maria Carolina de Savoia, fără copii; s-a recăsătorit cu Maria Theresa de Austria, fără copii supraviețuitori
6. Maria Amalia de Saxonia (26 septembrie 1757 – 20 aprilie 1831); s-a căsătorit cu Karl al II-lea August, Duce de Zweibrücken. au avut copii
7. Maximilian al Saxoniei (13 aprilie 1759 – 3 ianuarie 1838); s-a căsătorit cu Prințesa Caroline de Parma și au avut copii; s-a căsătorit a doua oară cu Maria Luisa de Bourbon-Parma fără copii.
8. Theresia Maria Josepha Magdalena Anna Antonia Walburga Ignatia Xaveria Augustina Aloysia Fortunata (27 februarie 1761 – 26 noiembrie 1820) a murit celibatară
9. un fiu (1762).